# Tipula (Sivatipula) lackschewitziana
Tipula (Sivatipula) lackschewitziana is een tweevleugelige uit de familie langpootmuggen (Tipulidae). De soort komt voor in het Oriëntaals gebied.